# Michael van Ofen
Michael van Ofen (* 1956 in Essen) ist ein deutscher Maler.

## Leben und Werk
Von 1974 bis 1982 studierte van Ofen an der Kunstakademie Düsseldorf. Er war Meisterschüler von Gerhard Richter. 2004 wurde er an die Kunstakademie Münster als Professor für Malerei berufen. Auf vielen Einzel- und Gruppenausstellungen werden seine Arbeiten gezeigt. Er lebt und arbeitet in Düsseldorf.
Michael van Ofen bezeichnet sich selbst als Realist. Er kann sich nichts ausdenken, betont er. Seit Anfang der 1980er Jahre geht er in seinen Gemälden von Bildern der Kunstgeschichte, insbesondere der Malerei des 19. Jahrhunderts, aus, deren malerische Komposition er in seinen eigenen Bilder analysiert. So entstehen Gemälde zum Beispiel nach Bildern von Gustave Doré oder Anton von Werner.

## Einzelausstellungen (Auswahl)
- 1981 Galerie Rüdiger Schöttle, München
- 1987 Galerie Strelow, Düsseldorf
- 1991 Museum Haus Esters, Krefeld
- 2002 Künstlerverein Malkasten, Düsseldorf
- 2002 Sies + Höke Galerie, Düsseldorf
- 2002 Galerie Johnen + Schöttle, Köln
- 2003 Galerie Sfeir-Semmler, Hamburg
- 2004 Sies + Höke Galerie, Düsseldorf
- 2009 Johnen Galerie, Berlin
- 2010 Der Abschied der Braut, Brandenburgisches Landesmuseum für moderne Kunst / Dieselkraftwerk Cottbus
- 2022 Ergänzung und Verbesserung, Sies + Höke Galerie, Düsseldorf